# Texas Flood
Texas Flood è il primo album in studio del chitarrista statunitense Stevie Ray Vaughan, pubblicato nel 1983 dalla Epic Records.

## Il disco
È l'album che fa conoscere al mondo il chitarrista texano, piazzandosi nella Top 40 delle classifiche di vendita degli USA e rimanendoci per mesi. È anche il disco che, alla sua uscita, riporta in auge il blues dopo anni di lontananza dal mainstream.

## Tracce
Lato A
1. Love Struck Baby – 2:24 (Stevie Ray Vaughan) – Registrato il 24 novembre 1982
2. Pride and Joy – 3:40 (Stevie Ray Vaughan) – Registrato il 24 novembre 1982
3. Texas Flood – 5:22 (Joseph Wade Scott, Larry Charles Davis) – Registrato il 22 novembre 1982
4. Tell Me – 2:49 (Chester Burnett) – Registrato il 23 novembre 1982
5. Testify (*) – 3:25 (Ronald Isley, O'Kelly Isley Jr., Rudolph Isley) – Registrato il 24 novembre 1982

Durata totale: 17:40
Lato B
1. Rude Mood – 4:40 (Stevie Ray Vaughan) – Registrato il 24 novembre 1982
2. Mary Had a Little Lamb – 2:47 (Buddy Guy) – Registrato il 24 novembre 1982
3. Dirty Pool – 5:03 (Doyle Bramhall, Stevie Ray Vaughan) – Registrato il 24 novembre 1982
4. I'm Cryin' – 3:43 (Stevie Ray Vaughan) – Registrato il 23 novembre 1982
5. Lenny – 4:59 (Stevie Ray Vaughan) – Registrato il 24 novembre 1982

Durata totale: 21:12
(*) Talvolta il brano Testify viene erroneamente attribuito a George Clinton e Deron Taylor. In realtà si tratta di una cover di una canzone degli Isley Brothers, che, pubblicata per la prima volta nel 1964, vedeva tra i musicisti coinvolti nella registrazione anche Jimi Hendrix alla chitarra. Esiste una canzone del 1967 pubblicata dai Parliaments e intitolata (I Wanna) Testify, scritta da George Clinton e Deron Taylor, ma non vi è alcun collegamento fra i due brani.
Edizione CD del 1999, pubblicato dalla Epic/Legacy Records (494129 2)
1. Love Struck Baby – 2:19 (S.R. Vaughan)
2. Pride and Joy – 3:39 (S.R. Vaughan)
3. Texas Flood – 5:21 (L.C. Davis, J.W. Scott)
4. Tell Me – 2:48 (C. Burnett)
5. Testify – 3:20 (Writer Unknown)
6. Rude Mood – 4:36 (S.R. Vaughan)
7. Mary Had a Little Lamb – 2:46 (B. Guy)
8. Dirty Pool – 4:58 (S.R. Vaughan, D. Bramhall)
9. I'm Cryin' – 3:41 (S.R. Vaughan)
10. Lenny – 5:00 (S.R. Vaughan)

Durata totale: 38:28
Tracce bonus
1. SRV Speaks – 0:37 – Timothy White Sessions
2. Tin Pan Alley (aka Roughest Place in Town) – 7:42 (R. Geddins) – Registrato il 24 novembre 1982
3. Testify (Live) – 3:54 (Writer Unknown) – Registrato il 23 settembre 1983
4. Mary Had a Little Lamb (Live) – 3:31 (B. Guy) – Registrato il 23 settembre 1983
5. Wham! (Live) – 4:21 (L. Mack) – Registrato il 23 settembre 1983

Durata totale: 20:05

## Formazione
- Stevie Ray Vaughan – chitarra, voce
- Tommy Shannon – basso
- Chris Layton – batteria

Note aggiuntive
- Luoghi di registrazione: Down Town Studio di Los Angeles, California e Riverside Sound di Austin, Texas
- missaggio effettuato al Media Sound di New York City, New York
- Stevie Ray Vaughan, Richard Mullen e Double Trouble – produttori
- John Hammond – produttore esecutivo
- Mikie Harris – assistente alla produzione
- Richard Mullen – ingegnere del suono e di registrazione
- James Geddes – assistente ingegnere del suono e di registrazione
- Lincoln Clapp – ingegnere del missaggio
- Don Wersha, Harry Spiridakis – assistenti al missaggio
- L'album è dedicato con amore a Big Jim e Martha Vaughan
- Mary Had a Little Lamb è dedicato a Rockin' Robin – Nato il 31 ottobre 1982[2]